# Elibia
Elibia este un gen de molii din familia Sphingidae. 

## Specii
- Elibia dolichus - (Westwood, 1847)
- Elibia linigera - Boisduval, 1875